# Raymond Jean
Raymond Jean (Marsiglia, 21 novembre 1925 – Gargas, 3 aprile 2012) è stato uno scrittore francese.
È noto per aver trattato il tema dell'isolamento in romanzi come Rovine di New York (1959) e La linea 12 (1973). Successivamente si dedicò a ricostruzioni storiche.
| Controllo di autorità | VIAF (EN) 68930674 · ISNI (EN) 0000 0001 2027 877X · SBN CFIV149296 · LCCN (EN) n50037851 · GND (DE) 121511391 · BNF (FR) cb11908723c (data) · J9U (EN, HE) 987007272701805171 · NDL (EN, JA) 00444601 · CONOR.SI (SL) 58365795 |